# IBM 7950 Harvest

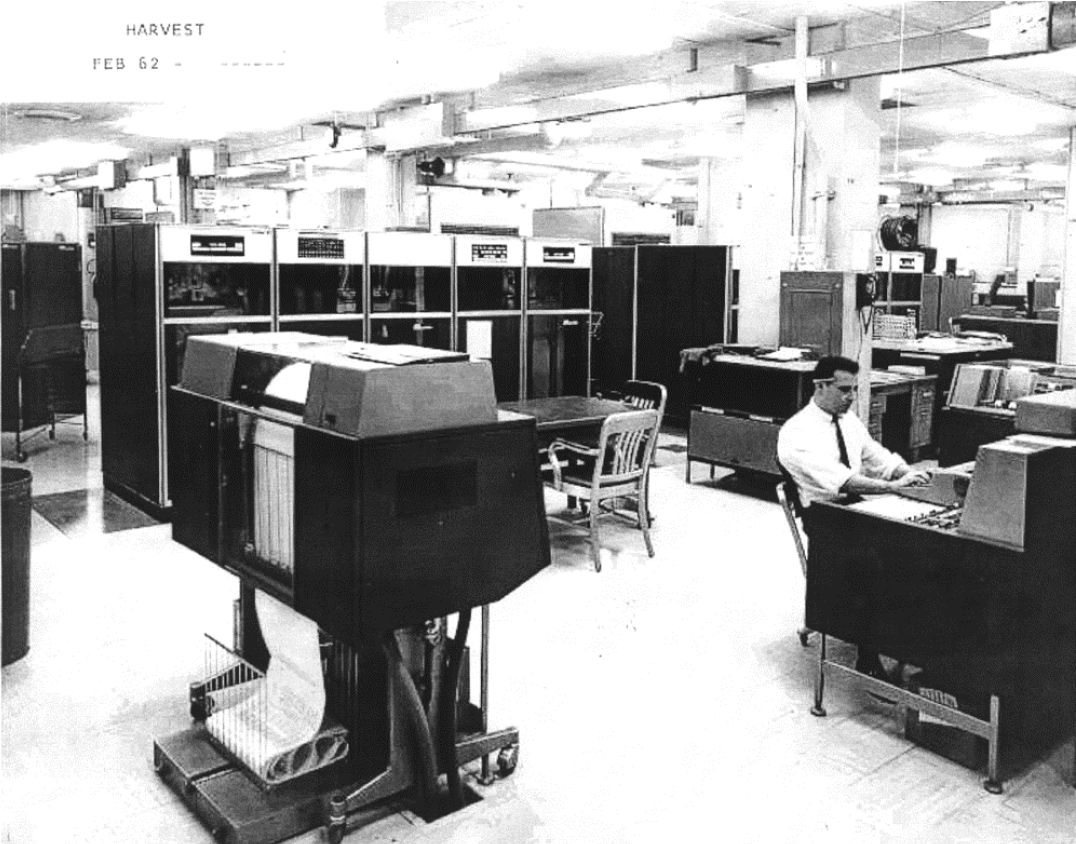
La Cosecha

El IBM 7950 Harvest es también conocida como la cosecha, fue una especie de complemento para la computadora de estiramiento que se instaló en los EE. UU. en la Agencia de Seguridad Nacional (NSA). Creada por IBM, fue entregada a la NSA en 1962 y operó hasta 1976, cuando fue dada de baja y reemplazada por otra más avanzada. The Harvest(la cosecha) fue diseñada para ser utilizada en el criptoanálisis.

## Historia
En abril de 1958, el diseño final para la versión personalizada de la NSA del ordenador de IBM Stretch había sido aprobado, y la máquina se instaló en febrero de 1962.El ingeniero de diseño fue James H. Pomerene, y fue construido por IBM en Poughkeepsie, Nueva York. Su electrónica (fabricada con el mismo tipo de transistores discretos que utilizan para estirar) eran físicamente el doble de grandes que el tramo que se adjunta.
La cosecha ha agregado un pequeño número de instrucciones de estiramiento, ya que no podía funcionar de manera independiente. 
La NSA realizó una evaluación que determinó que la cosecha era más poderosa que la mejor máquina disponible en el comercio por un factor de 50 a 200, dependiendo de la tarea.

## Arquitectura

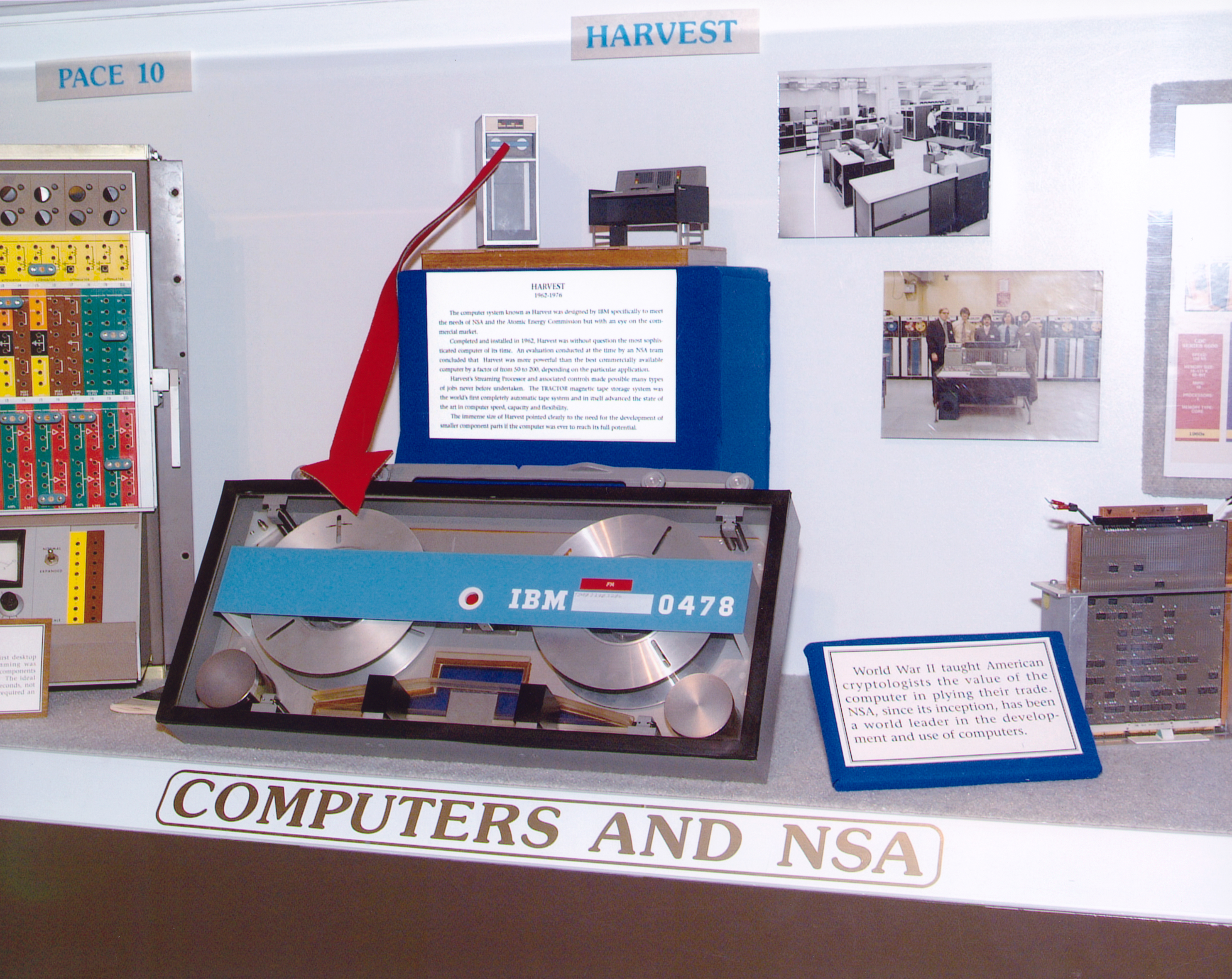
Un cartucho de Cinta de la Cosecha.

- IBM 7951 - Coprocesador de corriente.
- IBM 7952 - Alto rendimiento de almacenamiento central
- IBM 7955 - Sistema de cinta magnética también conocida como tractor.
- IBM 7959 - Alta velocidad I/O exchange.

Con la unidad de procesamiento de flujo, la cosecha fue capaz de procesar 3 millones de caracteres por segundo.
El sistema de la cinta del tractor, que era parte del sistema de la cosecha fue único para su tiempo. Se incluyeron seis unidades de cinta que se encargaban de 1.75 pulgadas de ancho (44 mm) de cinta en los cartuchos, junto con un mecanismo de la biblioteca, que podría alcanzar un cartucho de una biblioteca, montarlo en una unidad, y restaurarla en la biblioteca. 
Las tasas de transferencia y mecanismo de la biblioteca se equilibraron en su rendimiento de tal manera que el sistema podría leer dos flujos de datos de la cinta, y escribir a un tercero, para toda la capacidad de la biblioteca, sin pérdida de tiempo para el manejo de la cinta.

## Programación
El modo de funcionamiento más importante de la cosecha fue el modo 'setup', donde se ha configurado el procesador de la máquina(con varios cientos de bits de información) ya que antes el procesador era operado con transmisión de datos de memoria(tenía la posibilidad de tomar dos corrientes de memoria) y escribir una corriente separada de la memoria. Los dos bytes de corriente pueden ser combinados y usados para buscar datos en las tablas, o para determinar la frecuencia de distintos valores. Un valor puede ser cualquier cosa desde 1 a 16 bits contiguos, sin tener en cuenta la alineación y las corrientes ya que pueden ser tan simples como los datos establecidos en la memoria, o la lectura de datos en varias ocasiones, bajo el control de la multiplicación anidada de descriptores "do loop" para su interpretación por el hardware.
Dos lenguajes de programación, Alpha y Beta (no debe confundirse con el lenguaje de programación Simula-Inspired BETA) fueron diseñados para la programación, y IBM proporcionó un compilador para la máquina antes de que fuera entregada.

## Uso
Uno de los propósitos de la máquina era de búsqueda de texto para encontrar las palabras clave de una lista de seguimiento. Desde un sistema de cifrado exterior único la Cosecha fue capaz de escanear más de siete millones de descifrados para que en menos de cuatro horas encontrase más de 7.000 palabras clave.
El equipo también se utilizó para romper códigos, y esto fue reforzado por la NSA por un sistema de nombre en clave Rye, lo que permitía el acceso remoto a la cosecha. 
Según un informe de 1965 la NSA, "Rye ha hecho posible que la agencia pueda localizar potenciales sistemas de cifrado y situaciones de caída.
Antes había muchos mensajes que tenían que ser descifrados mediante métodos manuales y el proceso podía tardar horas o días, ahora gracias a este aparato se pueden descifrar en cuestión de minutos".
La cosecha también fue utilizada para el descifrado de los sistemas de solución, el informe continua diciendo que, "descifrar un lote grande de mensajes en un sistema de solución ahora es una rutina a cargo del sistema de la máquina".
La cosecha se mantuvo en uso hasta 1976, después de haber estado en funcionamiento en la NSA durante 14 años. Parte de la razón por la que se retiró fue que algunos de los componentes mecánicos del tractor habían llegado a más allá de su uso, y no había forma de sustituirlos. IBM se negó a volver a implementar la arquitectura de una tecnología más moderna.